# Historien Thorleifs saxgodingar
Historien Thorleifs saxgodingar är ett instrumentalt samlingsalbum från 1996 av det svenska dansbandet Thorleifs.

## Låtlista
1. "Roses Are Red"
2. "Diana"
3. "Red Sails in the Sunset"
4. "Ginny Come Lately"
5. "Release Me"
6. "Oh Carol"
7. "Med dig vill jeg leve"
8. "Only You"
9. "Only Sixteen"
10. "She's Not You"
11. "Ramblin' Rose"
12. "Corrine, Corrina"
13. "My Happiness"
14. "Fem røde roser til deg"